# Суптеля Дмитро Васильович
Дмитро Васильович Суптеля (7 листопада 1902, Новомихайлівка — 2 листопада 1970) — український радянський письменник, драматург, перекладач, член Спілки письменників (з 1956 року).

## Біографія

Могила Дмитра Суптелі

Народився 7 листопада 1902 року в селі Новомихайлівці на Херсонщині в селянській родині. Учасник громадянської війни. З 1918 по 1923 рік працював на різних сільських та районних виборних посадах. З 1923 по 1926 рік проходив строкову службу у Червоній армії. У 1930 році закінчив режисерський факультет Київського музично-драматичного інституту імені Лисенка. Десять років працював режисером театрів України та Росії. Брав участь у німецько-радянській війні.
Літературну діяльність розпочав у 1937 році: лібрето, п'єси, скетчі. Перекладав з російської мови драматичні твори.
Помер 2 листопада 1970 року. Похований на Байковому кладовищі в Києві (ділянка № 21).